# 에르되시-그레이엄 추측
조합론적 수론에서 에르되시-그레이엄 추측(영어: Erdős–Graham conjecture)는 이집트 분수 분해에 대한 증명된 추측이다.

## 정의
에르되시-그레이엄 추측에 따르면, 다음을 만족시키는 상수 {\displaystyle c>0}이 존재한다.
- 임의의 양의 정수 {\displaystyle k}와 {\displaystyle [2,c^{k}]\cap \mathbb {Z} }의 {\displaystyle k}-분할 {\displaystyle {\mathcal {P}}}에 대하여, {\displaystyle \textstyle \sum _{n\in S}{\frac {1}{n}}=1}인 {\displaystyle P\in {\mathcal {P}}} 및 유한 집합 {\displaystyle S\subseteq P}가 존재한다.

이러한 상수 {\displaystyle c}는 다음과 같은 하계를 갖는다.
{\displaystyle c\geq e}
또한,
{\displaystyle e^{16700}}
은 {\displaystyle c}의 한 가지 가능한 값이다.

## 역사
에르되시 팔과 로널드 그레이엄이 처음 제시하였고, 어니스트 크루트가 증명하였다.